# Marzocchi
Marzocchi è un produttore italiano di parti per la sospensione di biciclette e motocicli, fondato nel 1949 a Bologna.

## Storia

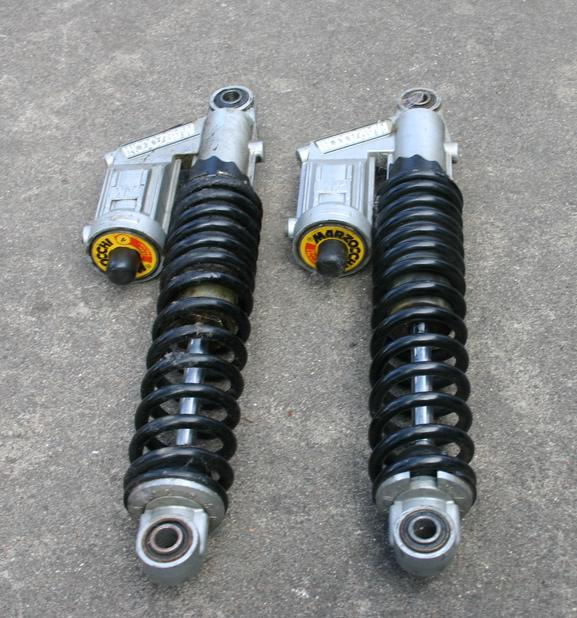
Ammortizzatori Marzocchi

L'azienda è stata fondata nello scantinato della propria abitazione bolognese dai due fratelli Stefano e Guglielmo Marzocchi, due tecnici che avevano lavorato alla Ducati; quando gli affari si svilupparono venne aperto uno stabilimento a Casalecchio di Reno e poco dopo, alla produzione di sospensioni si affiancò anche quello di pompe ad ingranaggi esterni con la creazione nel gruppo di due aziende distinte. Tuttora la Marzocchi Pompe S.p.A. opera nello stabilimento di Casalecchio di Reno si è quotata nel 2019 in Borsa di Milano e ha come socio maggioritario Paolo Marzocchi, figlio di Guglielmo, uno dei due fondatori di Marzocchi.
Nel frattempo l'azienda era diventata fornitrice OEM di alcune case motociclistiche come Mondial e Ducati dedicandosi anche al settore sportivo ed equipaggiando la Mondial vincitrice del motomondiale 1957 in classe 125, condotta da Tarquinio Provini.
Negli anni successivi, oltre all'apertura del nuovo stabilimento sito a Zola Predosa è continuato lo sviluppo di sospensioni, sia destinata a modelli da strada che ai modelli da fuoristrada in cui Marzocchi ottiene significativi risultati sportivi e diventa fornitore delle aziende più significative del settore come KTM, SWM, Fantic Motor e Montesa.
Al termine degli anni '80, con l'aumento delle attività sportive delle mountain bike, l'azienda presenta la prima forcella ammortizzata; in questo nuovo settore l'azienda ha prodotto le sospensioni in Italia fino al 2007 ad eccezione dei prodotti standard (OEM) prodotte a Taiwan; dal 2008 le forniture ciclistiche sono state tutte prodotte a Taiwan mentre il settore motociclistico continuava la produzione in Italia.

## Scissioni
Nel 2008 il Gruppo Marzocchi si trova ad attuare una forte ristrutturazione: il settore aziendale destinato alle sospensioni viene acquisito dalla società statunitense Tenneco che si accolla un debito di 15 milioni di dollari, mentre il resto delle attività, la produzione di pompe ad ingranaggi, Marzocchi Pompe, resta in capo alla famiglia dei cugini Adriano e Paolo Marzocchi. Dopo alcuni anni di crisi culminata con l'interruzione delle forniture, nel luglio 2015 Tenneco ha preso la decisione di dismettere e chiudere gli impianti produttivi bolognesi. 
Dopo alcuni mesi la situazione si è evoluta nella scissione dei due settori: quello destinato alle sospensioni per motocicli e settore automotive è stato rilevato nel dicembre 2015 dall’azienda italiana VRM Group insieme allo storico stabilimento di Zola Pedrosa con la nascita della controllata Marzocchi Motor e il reintegro dei 70 dipendenti per la produzione.
Il settore destinato alla produzione di sospensioni per mountain bike invece viene acquisito della statunitense Fox Racing Shox che possiede i diritti di utilizzo del marchio esclusivamente nel campo delle biciclette.